# Vahramaberd
Vahramaberd (in armeno Վահրամաբերդ?) è un comune di 1 155 abitanti (2001) della provincia di Shirak in Armenia.